# Municipio de Roscoe (Iowa)
El municipio de Roscoe (en inglés: Roscoe Township) es un municipio ubicado en el condado de Davis en el estado estadounidense de Iowa. En el año 2010 tenía una población de 220 habitantes y una densidad poblacional de 3,33 personas por km².

## Geografía
El municipio de Roscoe se encuentra ubicado en las coordenadas 40°38′9″N 92°13′59″O / 40.63583, -92.23306. Según la Oficina del Censo de los Estados Unidos, el municipio tiene una superficie total de 66.01 km², de la cual 65,83 km² corresponden a tierra firme y (0,27 %) 0,18 km² es agua.

## Demografía
Según el censo de 2010, había 220 personas residiendo en el municipio de Roscoe. La densidad de población era de 3,33 hab./km². De los 220 habitantes, el municipio de Roscoe estaba compuesto por el 100 % blancos. Del total de la población el 0,45 % eran hispanos o latinos de cualquier raza.